# 弗雷兴
弗雷兴（德語：Frechen，發音：[ˈfʁɛçn̩] ⓘ）是德国北莱茵-威斯特法伦州科隆行政区莱茵-埃尔夫特县的城市，面积45.06平方千米，2023年12月31日人口为53,128人。